# Bruno Forte
Bruno Forte (1 de agosto de 1949), es teólogo y eclesiástico y actualmente Arzobispo de Chieti-Vasto.

## Biografía
El arzobispo Bruno Forte nació en Nápoles. Fue ordenado sacerdote el 18 de abril de 1973. Estudió teología en Tubinga y París; doctor en teología (1974) y filosofía (1977). Ha sido profesor de teología sistemática en la Pontificia Facultad de Teología de Italia Meridional (Nápoles).

### Episcopado
Fue nombrado arzobispo de Chieti-Vasto por el papa Juan Pablo II el 26 de junio de 2004. Recibió la ordenación episcopal por el cardenal Joseph Ratzinger (posteriormente papa Benedicto XVI) el 8 de septiembre de 2004.
Tras la elección del papa Benedicto XVI, Forte fue visto como su posible sucesor al frente de la Congregación para la Doctrina de la Fe, antes de que fuera escogido para dicho cargo el cardenal estadounidense William Levada.
Durante el quinquenio 2005-2010, fue presidente de la Comisión episcopal para la doctrina de la fe, el anuncio y la catequesis de la Conferencia Episcopal Italiana. Posteriormente fue nombrado miembro de la Comisión episcopal para el ecumenismo y el diálogo durante el quinquenio 2010-2015.
El 15 de enero de 2011 fue nombrado miembro del Pontificio Consejo para la promoción de la nueva evangelización.
Fue secretario especial de la III Asamblea General Extraordinaria del Sínodo de los Obispos (5-19 de octubre de 2014) y de la XIV Asamblea General Ordinaria del Sínodo de los Obispos (4-25 de octubre de 2015).
Entre los años 2016 y 2021, fue presidente de la Conferencia Episcopal de Abruzzo-Molise.
El 15 de marzo de 2022 fue nombrado miembro del Pontificio Consejo para la Promoción de la Unidad de los Cristianos.
El 1 de junio de 2024 fue nombrado miembro del Dicasterio para la Doctrina de la Fe.

## Pensamiento y obra
Teólogo de sólida formación filosófica con un estilo muy propio y ameno. Una de sus principales obras teológicas es "Teología de la historia" (Sígueme), en la que relee la revelación cristiana en clave histórica y trinitaria. También tiene un sugerente libro de introducción a la teología "Teología, compañía, memoria y profecía" (Sígueme). Con estilo de raigambre espiritual en el que resuenan los timbres de la patrística y de la tradición oriental presenta el ejercicio y la historia de la teología como un servicio a la Iglesia que ha de cumplir el triple objetivo de ser fiel a la tradición y la historia (memoria); atenta a los problemas y situaciones del presente (compañía) y con una voz profética que sabe del futuro de plenitud que Dios nos garantiza (profecía). Tiene también un estudio sobre la Trinidad, "La Iglesia de la Trinidad. Ensayo sobre el misterio de la Iglesia, comunión y misión" (Secretariado Trinitario)
Después de que la tumba de Jesús fuese supuestamente descubierta por James Cameron, Bruno Forte dijo que "tumbas como ésas hay muchas en el territorio de Tierra Santa. Por tanto, no hay nada nuevo en esta revelación". Añadió que "De hecho, la tesis lanzada es que si allí está sepultado Jesús con su familia, entonces la resurrección no sería más que una invención de sus discípulos." (enlace roto disponible en Internet Archive; véase el historial, la primera versión y la última).

## Publicaciones
- ¿Para qué confesarse?. Editorial San Pablo. 2007. ISBN 9789586929134.
- Confirmarse, ¿para qué?. Editorial San Pablo. 2009. ISBN 9789587153439.
- Los colores del amor. El matrimonio y la belleza de Dios. Editorial San Pablo. 2011. ISBN 9789587156447.
- Padrenuestro Avemaría y Gloria: Comentario espiritual. Editorial San Pablo. 2013. ISBN 9789587159035.
- ¿Dónde va el cristianismo?. Palabra. 2001. ISBN 9788482395340.
- Ejercicios espirituales sobre la Carta a los Romanos. Editorial San Pablo. 2014. ISBN 9789587153026.
- La Iglesia de la Trinidad: ensayo sobre el misterio de la Iglesia, comunión y misión. Secretariado Trinitario. 1996. ISBN 9788488643278.
- Bruno Forte, Nereo Silanes (1999). La Santísima Trinidad, programa social del cristianismo. Secretariado Trinitario. ISBN 9788488643506.